# Rhagina incurvatus
Rhagina incurvatus är en tvåvingeart som först beskrevs av Meijere 1911.  Rhagina incurvatus ingår i släktet Rhagina och familjen snäppflugor. Inga underarter finns listade i Catalogue of Life.